# Río Kong
Río Kong es también el nombre en tailandés del río Mekong
Río Cong (sông Công) es otro río del noroeste de Vietnam

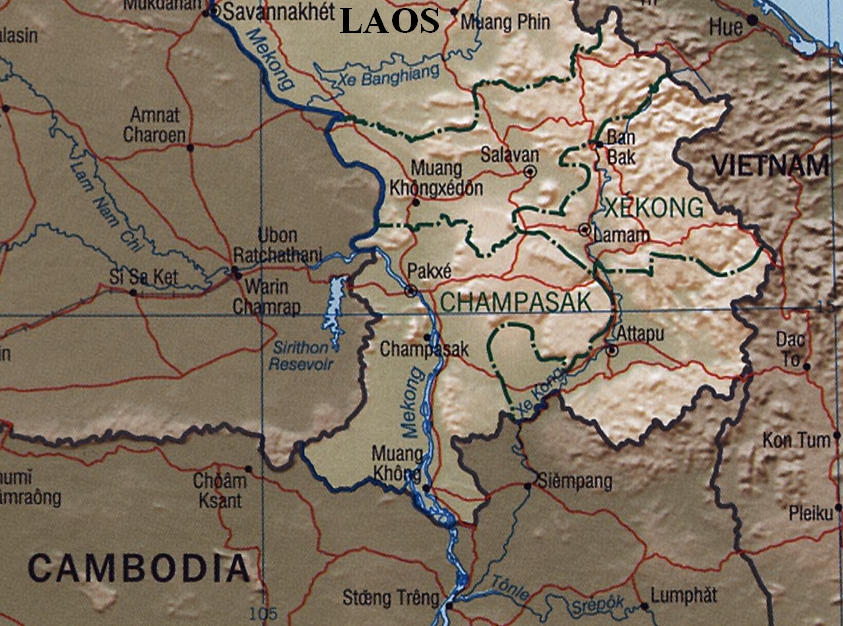
Mapa de la región del río Kong

El río Kong (en laosiano: ເຊກອງ, Se Kong;  vietnamita: sông Sê Kông) es un río del sudeste asiático, que nace en el centro de Vietnam, en la ciudad de Hue, y discurre 480 kilómetros por el sur de Laos y el este de Camboya. Se une al río Mekong cerca de la ciudad camboyana de Stung Treng. Parte de su curso forma la frontera internacional entre Laos y Camboya.
El río drena una cuenca de 29.750 km², de los que 750 km² son territorio vietnamita,  23.000 km² son parte del territorio laosiano y 5400 km² de territorio camboyano.